# James Fannin
James Walker Fannin, Jr. (Geórgia, 1 de janeiro de 1804 – Texas, 27 de março de 1836) foi um líder durante a Revolução do Texas de 1835–1836.
Condado de Fannin, Texas e Condado de Fannin, Geórgia são homenagens a ele, assim como Camp Fannin, um campo de treinamento militar usado durante a Segunda Guerra Mundial e localizado perto de Tyler, Texas.